# Histoire de la Creuse
L'histoire de la Creuse, un département du centre de la France, s'étend du Paléolithique inférieur à nos jours.

## Préhistoire
Le peuplement humain, aussi ancien que dans l'ensemble du territoire français, remonte au Paléolithique inférieur : à Lavaud, près d'Argenton-sur-Creuse, les premiers vestiges liés à la présence de l'homme ont un million d'années. Depuis l'Acheuléen jusqu'au Néolithique, on connaît des sites, répartis tout le long de la vallée, en particulier à Péchadoire, où on a trouvé des silex, ou à Fressignes (17 000 av. J.-C.). La vallée de la Creuse a servi de refuge à la faune et aux hommes lors de la glaciation de Würm, époque à laquelle l'inlandsis descendait jusqu'à la vallée du Rhin, les territoires plus méridionaux étant péri-arctiques. Les grottes et abris ont été occupés pendant l'Aurignacien, le Solutréen et les différentes phases du Magdalénien, assurant une transition entre les cultures du bassin parisien et celles de la vallée de la Dordogne. Les hommes de Néandertal, Homo neanderthalensis, y ont précédé les hommes modernes, Homo sapiens. Les campagnes sont alors peuplées d'aurochs, de chevaux, de rennes, de renards polaires, de gloutons, de harfangs des neiges, de lemmings, de campagnols et de bouquetins. On y chasse le renne, le cheval, la saïga et le loup.
C'est au Néolithique que la sédentarisation conduit à un peuplement durable d'agriculteurs et d'éleveurs. On en veut pour preuve les mégalithes, dolmens et menhirs, dont il existe plusieurs dizaines d'exemplaires dans la Creuse, y compris un petit menhir sur la route de Chignaroche à Saint-Fiel, les tumuli et les oppida (Puy de Gaudy à Sainte-Feyre), et les objets en cuivre qui apparaissent au cours des troisième et second millénaires.

## Antiquité: les Gaulois

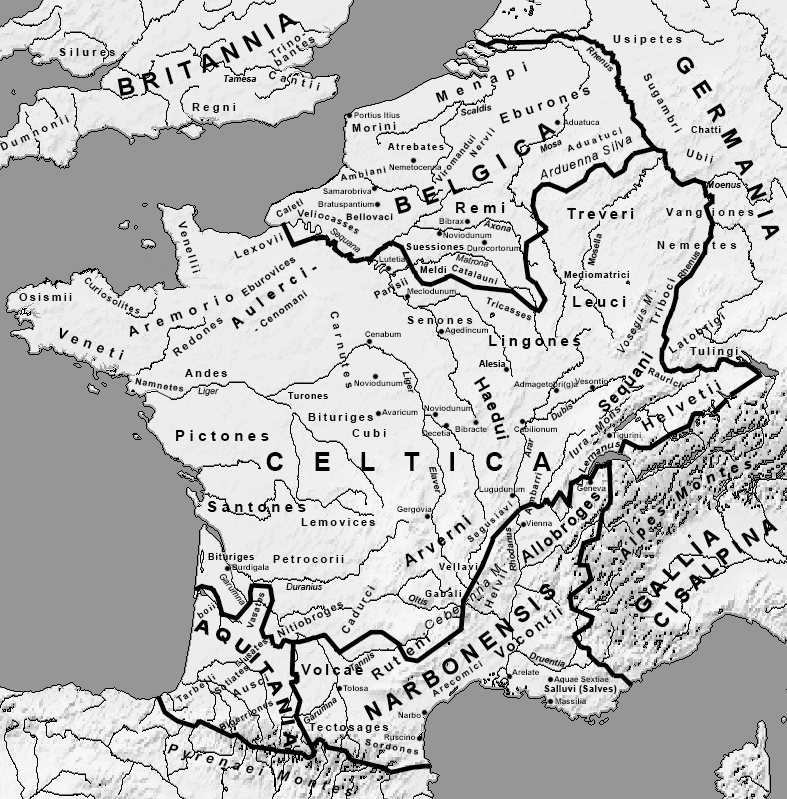
Les peuples gaulois.

Selon Jules César dans la Guerre des Gaules, l'actuelle région du Limousin était habitée par le peuple des Lémovices qui joua un grand rôle dans la résistance gauloise. La capitale de ce peuple était l'oppidum de Villejoubert, situé sur la commune de Saint-Denis-des-Murs en Haute-Vienne. Cette ville était le point de rencontre de nombreux itinéraires économiques, en effet, les Lémovices étaient connus pour leur production d'or extrait des mines à ciel ouvert qui étaient nombreuses dans la région. D'autres sites avaient leur importance comme le puy d'Yssandon, Ahun, Uzerche ou encore Saint-Gence.

### Les Romains
César conquit le territoire des Lémovices en 52 av. J.-C., dès lors commença la romanisation du territoire qui ne bouleversa pas l'économie du pays. Seules les villes furent déplacées afin de faciliter le parcours des marchandises et le contrôle des autochtones par l'autorité romaine. Ainsi, la capitale des Lémovices fut transférée à Augustoritum, la future Limoges, cité entièrement créée par les Romains vers 10 av. J.-C. afin de faciliter la traversée de la Vienne. 
Le Limousin possédait des cités secondaires comme Briva Curretia (Brive-la-Gaillarde) sur la route Lyon-Bordeaux, Acitodunum (Ahun) sur la route Bourges-Clermont. D'autres sites plus religieux, dont nous conservons les vestiges, furent créés ou romanisés comme Cassinomagus (Chassenon) et Évaux-les-Bains célèbres pour leurs thermes, Tintignac sur la commune de Naves avec un sanctuaire qui regroupe notamment un temple et un théâtre mais aussi Les Cars sur la commune de Saint-Merd-les-Oussines.
Les campagnes du Limousin étaient exploitées par les Romains par de riches propriétaires qui vivaient dans des villae. La toponymie a gardé le souvenir de ces exploitations agricoles et parfois de leur propriétaire. De nombreux villages finissant en -ac sont d'anciennes villae comme Flavignac (villa de Flavinius), Solignac ou Solemniacum (villa de Solemnius). Des vestiges archéologiques furent retrouvés comme les Couvents sur la commune de La Chapelle-Montbrandeix, la villa de Pierre-Buffière, ou celle de Brachaud, au nord de Limoges.

### Wisigoths et Francs
Ce sont les Wisigoths, chrétiens ariens venus d'Orient par l'Italie, qui s'installent en Aquitaine (419-507) avec l'accord de l'empereur Honorius. Le Limousin, qui était resté romain, passe petit à petit sous le contrôle du roi wisigoth Euric.
La victoire du roi des Francs, Clovis, à Vouillé décide du sort de l'Aquitaine et du Limousin qui passent sous son contrôle en 507. À sa mort en 511, le partage de son royaume l'attribue à Thierry, roi de Metz et de Reims, mais ce rattachement "contre nature" ne dure qu'aussi longtemps que vit son roi. Le pouvoir mérovingien met en place son administration, qui s'appuie sur les comtes (comes) et le Limousin est dirigé par l'un de ceux-ci.

### Les Mérovingiens
La région qui sera la France connaît une période troublée quand meurt Clotaire 1er, le dernier fils de Clovis, en 561. Le royaume est divisé entre les héritiers avec des épisodes variés et guerriers, qui dévastent en particulier le Limousin et Limoges. Le royaume de Clovis est ensuite partagé durablement entre la Neustrie et l'Austrasie et le Limousin est rattaché à la Neustrie dont Chilpéric est le roi (567). Despotisme et révoltes se succèdent suivis par des périodes plus clémentes comme sous le règne de Brunehilde, de Clotaire II (613-628) et de Dagobert (628-638), dont le ministre des finances Éloi, qui sera canonisé, vient de la région et y fonde l'abbaye de Solignac. Le Limousin a alors rejoint le royaume franc des rois mérovingiens.
Quand l'Aquitaine se sépare du royaume mérovingien vers 670, le Limousin est annexé manu militari par le duc Lupus de Toulouse (674), puis Limoges prête serment au duc Eudes. Les villes sont fortifiées et sont ainsi épargnées quand les Sarrasins montent vers le nord, avant d'être arrêtés en 732 par Charles Martel à Poitiers, mais les campagnes sont saccagées par les bandes sarrasines qui refluent vers la Méditerranée après leur défaite.

## Moyen âge

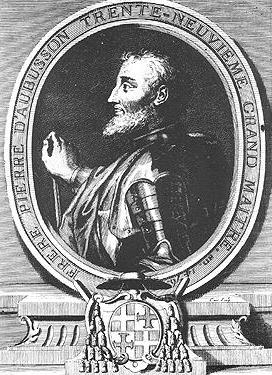
Pierre d'Aubusson.

- La vicomté d'Aubusson est située dans la Marche et sera dépendante de la généralité de Moulins. Elle tire son nom de la ville d’Aubusson. Selon Alfred Leroux[1], le territoire de cette vicomté inclut la vallée supérieure de la Creuse, jusqu'aux approches de Guéret, la vallée du Thaurion et de la Vienne, ainsi que le plateau de Millevaches avec ses dépendances méridionales. La dignité de vicomte d’Aubusson, à partir du IXe siècle, va demeurer plus de quatre cents ans dans la Maison d’Aubusson[2] et passe toujours de père en fils, jusqu’à ce que Raymond, premier Aubusson n'ayant point d’enfants, vende sa vicomté au comte Hugues XI de Lusignan au désavantage de Ranulphe d’Aubusson, son frère[3]. À partir de la seconde moitié du Xe siècle, les vicomtes d'Aubusson prennent le titre de marquis, marchio. Géraud, évêque de Cahors, écrivant en l’an 1155 à l’empereur Frédéric Barberousse pour obtenir sa mise en liberté et celle de son parent, le vicomte d’Aubusson (qui avait été fait, comme lui, prisonnier en Italie par les gens de cet empereur), appelle le vicomte « marquis de ce pays », illius terrœ marchionem[4]. L'un des descendants[5] les mieux connus des vicomtes d'Aubusson est Pierre d'Aubusson.

- La fin du Moyen Âge voit apparaître dans la Marche, à Aubusson et Felletin pour l'essentiel, l'activité de la tapisserie qui donnera à ces deux villes, pendant plusieurs siècles, un réel poids économique et culturel.

- La via Lemovicensis (ou voie limousine ou voie de Vézelay) est le nom latin d'un des quatre chemins de France du pèlerinage de Saint-Jacques-de-Compostelle. Elle passe par Limoges, d'où son nom mais son lieu de rassemblement et de départ est l'abbaye de la Madeleine à Vézelay. Elle traverse le pays d'étape en étape jusqu'au village basque d'Ostabat, où elle fusionne avec la via Turonensis. Le chemin passe sur sa première section par Bourges et Châteauroux. Il existe cependant une variante plus au sud par Nevers. Dans la Creuse, son parcours est le suivant : Crozant et son château, La Chapelle-Baloue, Lourioux (Commune de Saint-Germain-Beaupré), La Maisonbraud (Commune de Saint-Germain-Beaupré), Saint-Germain-Beaupré, Saint-Agnant-de-Versillat, Les Chassagnes (Commune de Saint-Agnant-de-Versillat), Bousseresse (Commune de La Souterraine), La Souterraine, Saint-Priest-la-Feuille, La Rebeyrolle (Commune de Saint-Priest-la-Feuille), Le Grand Neyrat (Le Grand Nérat commune de Chamborand), Bénévent-l'Abbaye, Marsac, Les Rorgues (commune de Marsac), Arrènes, Saint-Goussaud, Redondessagne (Commune de Saint-Goussaud) et Millemilange (Commune de Saint-Goussaud).

## Époque moderne

### La formation du département

Carte de la Creuse (1790)

Le département de la Creuse est l'un des 83 départements créés par l'Assemblée constituante, le 4 mars 1790, en application de la loi du 22 décembre 1789. La formation de la nouvelle circonscription administrative a été assez difficile. Les régions qui allaient composer le département de la Creuse étaient convoitées par d'autres villes que Guéret. D'autre part, elles-mêmes s'opposaient parfois à un tel rattachement. Ainsi Bourganeuf et La Souterraine, dépendant de la généralité de Limoges, souhaitaient faire partie du département dont cette ville serait le chef-lieu. Guéret devint le chef-lieu, tandis qu'Aubusson, Boussac, Bourganeuf, Felletin, la Souterraine et Evaux étaient érigées en chefs-lieux de districts et que 35 cantons étaient créés.

## Époque contemporaine

### XIXesiècle

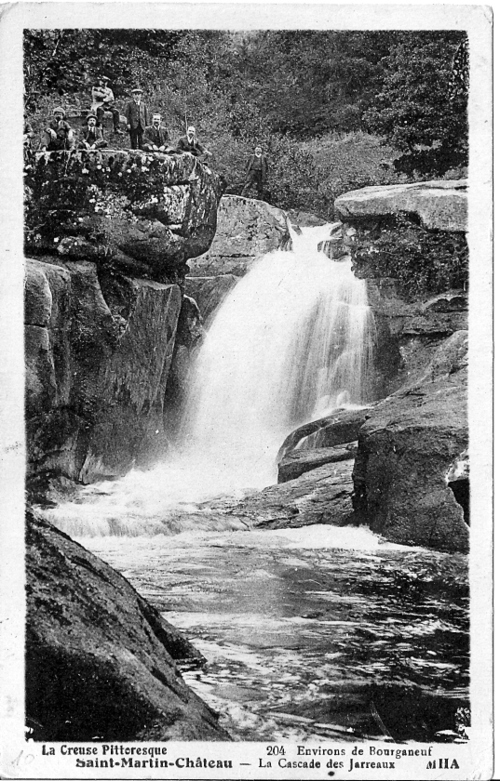
La cascade des Jarrauds en 1907.

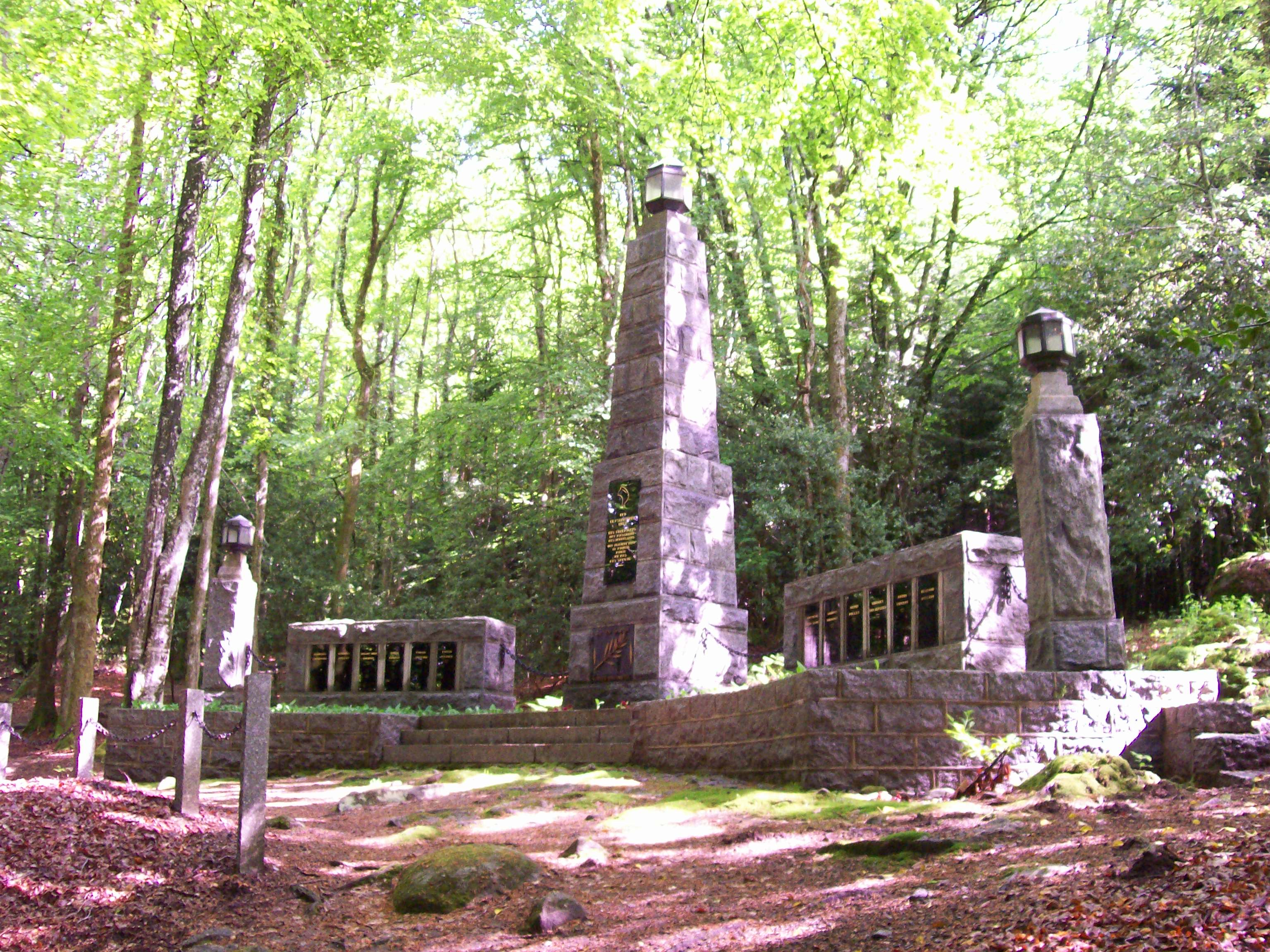
Le Monument du bois du Thouraud.

De 1791 à 1793, les 7 districts (La Souterraine, Guéret, Boussac, Évaux, Felletin, Bourganeuf et Aubusson) du département de la Creuse fournirent 3 bataillons de volontaires nationaux et 2 compagnies.
Du charbon est exploité par les houillères du bassin d'Ahun-Lavaveix du XVIIe siècle jusqu'en 1969 et à Bosmoreau-les-Mines de 1784 à 1958.
Depuis le Moyen Âge, dans toutes les communes du département, beaucoup d'hommes partaient tous les ans dans les grandes villes sur les chantiers du bâtiment pour se faire embaucher comme maçon, charpentier, couvreur... C'est ainsi que les maçons de la Creuse  devinrent bâtisseurs de Cathédrale, en 1624, ils construisirent la digue de La Rochelle, au XIXe siècle, ils participèrent à la construction du Paris du baron Haussmann. Initialement temporaire de mars à novembre, l'émigration devint définitive : ainsi la Creuse a perdu la moitié de sa population entre 1850 et 1950. On retrouve dans les livres de Léa Védrine avec Jeantou, le maçon creusois et Martin Nadaud avec "Mémoires de Léonard", la description de cet exode qui marqua si fortement les modes de vie.
En juin 1848, les révoltés d'Ajain sont des paysans des communes d'Ajain, Ladapeyre et Pionnat qui marchent sur Guéret. Ils veulent délivrer leurs camarades emprisonnés pour s'être opposés à l'impôt que la nouvelle République vient de voter en juin 1848. À l'entrée de la ville, l'affrontement avec la Garde nationale fait 16 morts parmi les manifestants.
Bourganeuf la ville lumière a été la troisième ville Française à recevoir l'électricité en 1886. Puis en 1889, les installations de la Cascade des Jarrauds, distante de 14 kilomètres, assurèrent la production d'électricité. Ainsi, grâce à l'ingénieur Marcel Deprez qui supervisa les travaux électriques, c'était la première fois en France où on transporta l'électricité sur une distance aussi importante. Pour couronner cette prouesse technique, le premier téléphone de la région reliait les installations de la cascade et de la ville de Bourganeuf. La première utilisation commerciale du téléphone en France datait de 1879.
L'École de Crozant est située sur les rives des deux Creuses  à proximité des communes de Crozant et de Fresselines dans le département de la Creuse. C'est une école "sans maître", qui n'est rien d'autre qu'une commode appellation, imaginée ultérieurement, pour désigner tous ceux qui ont trouvé l'inspiration sur les rives de la Creuse. Claude Monet en 1889 au cours d'un séjour à Fresselines réalisait sa première série sur le site du confluent des deux Creuses. Il réalisera 23 toiles dans la vallée.

### XXesiècle
- La guerre de 1914-1918 : la France a été le pays le plus touché, proportionnellement : 1,4 million de tués et de disparus, soit 10 % de la population active masculine. Cette saignée s'accompagne d'un déficit des naissances. Le monument aux morts de la commune de Gentioux reste le témoin de cette hécatombe qui développa un fort sentiment pacifiste dans tout le pays. En 1917, une Mutinerie des soldats russes à La Courtine s'installe dans le camp militaire creusois.

- Pendant la Seconde Guerre mondiale, le maquis du Limousin était l'un des plus grands et actifs maquis de France. Georges Guingouin joua un rôle de premier plan dans la Résistance française à la tête de ce maquis. La région a été profondément marquée par le massacre de Combeauvert dans la Creuse, le massacre de Tulle en Corrèze et le massacre d'Oradour-sur-Glane dans la Haute-Vienne en juin 1944 à la suite du débarquement en Normandie et du passage de la 2e division SS Das Reich, plusieurs organisations interviennent dans le Limousin, dans la Creuse c'est essentiellement le maquis de l'Armée Secrète de Guéret. De nombreux Creusois requis pour le Service du travail obligatoire rejoignent les camps des maquisards. Parmi eux, 7 maquisards furent tués par les Allemands, le 7 septembre 1943 dans le bois du Thouraud et 5 autres sont morts en déportation[8].

- Albert Fossey alias François était en 1943 le chef départemental adjoint des Mouvements unis de la Résistance (MUR) de la Creuse, puis le chef départemental des maquis de l'Armée secrète de la Creuse. En 1944 il est le chef départemental des 7 933 FFI[9] de la Creuse avec le grade de lieutenant-colonel. Le 7 juin 1944 il dirige la première libération de Guéret puis les Allemands reprennent la ville le 9 juin. Après une guérilla dans l'ensemble du département contre la colonne Jesser, Guéret est de nouveau libérée le 25 août 1944 par les maquisards du commandant François[10]. C'est Roger Cerclier[11]qui reçoit la reddition de la garnison allemande de Guéret. Président du Comité départemental de Libération, il exerce ses fonctions avec sang-froid et modération.

- Pendant cette guerre, Félix Chevrier (1884-1962) a été le Secrétaire général de l'œuvre de secours aux enfants (OSE), association à l'origine de la création  des « maisons » de l'OSE en Creuse, puis il a été directeur de la colonie de Chabannes. Son action a permis à 3000 juifs dont 1 000 enfants d'être accueillis dans le département. Il est considéré comme un Juste parmi les nations[12].